# USS Jacob Bell

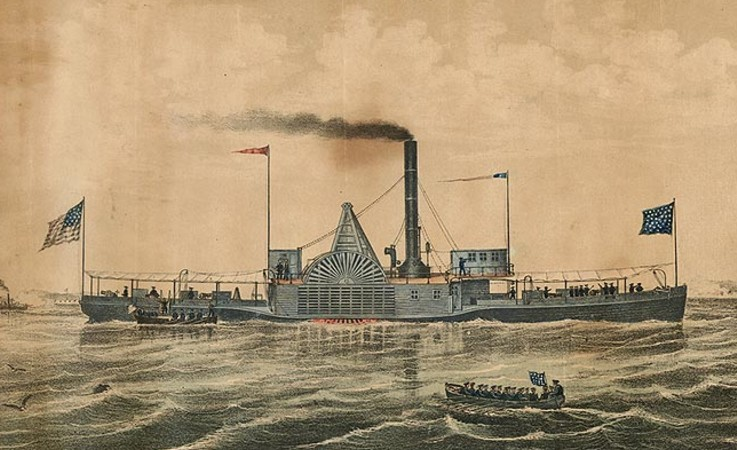
El USS Jacob Bell

El USS Jacob Bell fue un barco de vapor de ruedas laterales adquirido por la Armada de la Unión para su uso durante la guerra civil estadounidense. Era una de las embarcaciones más antiguas que se adquirieron para este efecto. Sus deberes incluían patrullas fluviales, guardia y otras tareas que le fueron asignadas.

## Compra
El Jacob Bell fue construido por Brown & Bell en la ciudad de Nueva York en 1842, y comprado a O. T. Glover y F. R. Anthony el 22 de agosto de 1861, siendo comisionado el mismo día con el Teniente Edward P. McCrea al mando.

## Servicio de la Guerra Civil

### Operaciones en el río Potomac
El Jacob Bell navegó inmediatamente hacia el río Potomac, donde al día siguiente se unió al barco de vapor USS Ice Boat (1861) para bombardear una batería confederada en la desembocadura de Potomac Creek. Permaneció en el Potomac haciendo cumplir el bloqueo de la costa de Virginia, reconociendo a lo largo de la orilla del Potomac y en sus afluentes las fortificaciones confederadas y bombardeando las baterías encontradas.

### Apoyo la Campaña Peninsular de McClellan
En abril de 1862, el Jacob Bell acompañó a otros cinco barcos de la Unión al río Rappahannock para reunir información para el General de División George B. McClellan, quien entonces estaba lanzando su Campaña Peninsular y reflexionando sobre las ventajas potenciales de una segunda cabeza de playa. Los barcos de la Unión ascendieron el río Rappahannock hasta Tappahannock (Urbanna), Virginia, a 50 millas por tierra de Richmond, Virginia.
El Jacob Bell se involucró aún más estrechamente en los asuntos del Ejército del Potomac del General McClellan cuando fue transferido al Escuadrón de Bloqueo del Atlántico Norte para trabajar en el río James. Llegó a Hampton Roads el 28 de mayo y al día siguiente procedió con el USS Mahaska (1861) a Fort Powhatan. Un grupo que desembarcó el 30 de mayo no encontró pruebas de que los fuertes hubieran sido ocupados. Al día siguiente, el USS Aroostook (1861) se unió a los dos barcos para ascender el James hasta un punto situado a 3 millas aguas abajo de Drewry's Bluff, sin encontrar obstrucciones ni baterías en el trayecto, pero sufriendo alguna molestia por parte de los fusileros de la orilla izquierda. Los tres barcos regresaron rápidamente a su fondeadero en Turkey Island.

### Una petición de McClellan
Un mensaje del general McClellan, que en ese entonces luchaba en la batalla de Seven Pines, llegó pocos minutos después de la medianoche del 2 de junio, solicitando el apoyo de la Marina. El Jacob Bell, acompañado por otros cinco barcos se pararon río arriba al amanecer, pero se les impidió llegar a Richmond, Virginia, por obstrucciones cuidadosamente preparadas en Drewry's Bluff. Sin embargo, la Marina permaneció sabiamente en el Alto James, donde su apoyo un mes después salvó al Ejército del Potomac de la destrucción al final de la magistral campaña de Lee de las batallas de los Siete Días.
Mientras tanto, el Jacob Bell trabajó incansablemente en apoyo de la causa de la Unión, atacando baterías y piquetes en tierra, reconociendo a los afluentes en territorio hostil y manteniendo las comunicaciones a lo largo del río. Continuó con este valioso servicio hasta que fue transferido de vuelta a la Flotilla Potomac, partiendo de Fort Monroe con destino a Washington, D.C. el 2 de septiembre.

### Reasignado a la Flotilla del Potomac
Durante el resto de la guerra, el Jacob Bell se ocupó principalmente de la defensa de Washington, sirviendo alternativamente en el Potomac y el Rappahannock de acuerdo con el flujo y reflujo de la lucha entre el General Robert E. Lee y el Ejército del Potomac. Mientras tanto, sus deberes como bloqueadora se cumplían con habilidad y devoción. Capturó al C. F. Ward, un bote salvavidas de metal con una carga de contrabando el 17 de octubre y destruyó dos goletas el 4 de noviembre mientras realizaba una misión de reconocimiento en Nomini Creek, Virginia. El 23 de agosto de 1863, sorprendió a la goleta Golden Leaf tratando de deslizarse en Hosier's Creek, Virginia, con un cargamento de azúcar. Dos naves más fueron tomadas en 1864.
Entre presa y presa el deber de bloqueo fue alternado con el bombardeo de baterías a lo largo de la orilla y desembarcos para destruir la propiedad de la Confederación.
El explorador y espía confederado Thomas Nelson Conrad fue arrestado por un grupo de desembarco de Jacob Bell en la noche del 16 de abril de 1865.

## Desguace
Siempre ocupado hasta la derrota del Sur, Jacob Bell se retiró del servicio en el Astillero Naval de Washington el 13 de mayo de 1865, y se perdió en el mar el 6 de noviembre mientras era remolcado por el USS Banshee (1862) hacia la ciudad de Nueva York.